# Legislatura 2019–2021 (Republica Moldova)
Parlamentul Republicii Moldova de legislatura a X-a a fost constituit în urma alegerilor parlamentare din februarie 2019 și a activat până la 28 aprilie 2021, atunci când președinta Maia Sandu a dizolvat Parlamentul.

## Fracțiuni parlamentare
Partidul Socialiștilor din Republica Moldova (37 mandate)
Partidul Acțiune și Solidaritate (15 mandate)
Partidul Democrat din Moldova (10 mandate)
Partidul Politic „Platforma Demnitate și Adevăr” (11 mandate)
Partidul „ȘOR” (9 mandate)
Grupul parlamentar „Pro-Moldova” (7 mandate)
Deputați neafiliați (11 mandate)

## Lista deputaților
PSRM (37 mandate)
- Corneliu Furculiță - Președintele fracțiunii
- Vasile Bolea - Secretarul fracțiunii
- Vlad Batrîncea
- Victor Bologan
- Petru Burduja
- Alla Dorovannaia
- Alla Dolință
- Vitalii Evtodiev
- Fiodor Gagauz
- Ștefan Gațcan
- Zinaida Greceanîi
- Alexandru Jolnaci
- Ivanna Koksal
- Anatolie Labuneț
- Adrian Lebedinschi
- Oleg Lipskii
- Irina Lozovan
- Vladimir Mizdrenco
- Radu Mudreac
- Alexandr Nesterovschi
- Grigore Novac
- Vladimir Odnostalco
- Mihail Paciu
- Gheorghii Para
- Nicolae Pascaru
- Alla Plipețcaia
- Marina Radvan
- Adela Răileanu
- Oleg Savva
- Eduard Smirnov
- Alexandr Suhodolski
- Chiril Tatarlî
- Nichita Țurcan
- Bogdan Țîrdea
- Alexandr Usatîi
- Grigorii Uzun
- Gaik Vartanean

PAS (15 mandate)
- Igor Grosu - Președintele fracțiunii
- Dan Perciun - Vicepreședintele fracțiunii
- Radu Marian - Secretarul fracțiunii
- Dumitru Alaiba
- Vladimir Bolea
- Lilian Carp
- Petru Frunze
- Doina Gherman
- Ion Groza
- Sergiu Litvinenco
- Oazu Nantoi
- Virgil Pîslariuc
- Mihail Popșoi
- Veronica Roșca
- Galina Sajin

PPDA (11 mandate)
- Alexandru Slusari - Președintele fracțiunii
- Maria Ciobanu - Vicepreședintele fracțiunii
- Dinu Plîngău - Secretarul fracțiunii
- Inga Grigoriu
- Stela Macari
- Chiril Moțpan
- Igor Munteanu
- Vasile Năstase
- Iurie Reniță
- Arina Spătaru
- Liviu Vovc

PDM (10 mandate)
- Dumitru Diacov - Președintele fracțiunii
- Svetlana Rotundu - Vicepreședintele fracțiunii
- Monica Babuc
- Ghenadie Buza
- Nicolae Ciubuc
- Pavel Filip
- Ludmila Guzun (a decedat la 16 aprilie 2021)
- Alexandru Jizdan
- Ion Leucă
- Radu Rebeja
- Igor Vremea

PPȘ (9 mandate)
- Ilan Șor - Președintele fracțiunii
- Petru Jardan - Vicepreședintele fracțiunii
- Marina Tauber - Secretarul fracțiunii
- Reghina Apostolova
- Vadim Fotescu
- Igor Himici
- Violeta Ivanov
- Denis Ulanov
- Vladimir Vitiuc

Grupul parlamentar „Pro-Moldova” (GPPM) (7 mandate)
- Andrian Candu - Președintele fracțiunii
- Angel Agache
- Vasile Bîtca
- Vladimir Cebotari
- Efrosinia Grețu
- Oleg Sîrbu
- Ghenadie Verdeș

Deputați neafiliați (11 mandate)
- Alexandru Oleinic
- Octavian Țîcu
- Eugeniu Nichiforciuc
- Vladimir Andronachi
- Elena Bacalu
- Gheorghe Brașovschi
- Ruxanda Glavan
- Eleonora Graur
- Corneliu Padnevici
- Grigore Repeșciuc
- Sergiu Sîrbu